# チュルチャカイ
チュルチャカイ(モンゴル語: Čulčaqai,? - ,?)とは、モンゴル帝国に仕えた将軍の一人で、サルジウト部の出身。『元史』などの漢文史料における漢字表記は純只海（chúnzhǐhǎi）。

## 概要
チュルチャカイは幼い頃からチンギス・カンのケシク(親衛隊)に仕え、中央アジア遠征(モンゴルのホラズム・シャー朝征服)でも功績を挙げた。1233年(癸巳)、チュルチャカイは第2代皇帝オゴデイの命によって益都行省軍民ダルガチに任じられ、金朝との戦いでは徐州の攻略に参加し金の将軍国用安を捕らえる功績を挙げた。1237年(丁酉)、益都が皇太子の分地となったためにチュルチャカイは京兆行省都ダルガチに転任となったが、懐州で疫病が広まりモンゴル兵にも被害が出始めたため、急遽チュルチャカイは懐州に駐屯してこれに対処することになった。
1239年(己亥)、同僚の王栄がモンゴルへの反逆を企み、チュルチャカイは王栄潜に捕らえられて両足の腱を断たれ、仏祠の中に繋がれた。これを聞いたチュルチャカイの妻喜礼伯倫は配下の者を率いて王栄の家を攻め、自力でチュルチャカイを救出した。救出されたチュルチャカイは援軍を要請して王栄を討伐し、遂に王栄を殺害した。朝廷は王栄の財産はチュルチャカイのものと定め、王栄に従った民1万人余りを処刑しようとしたが、チュルチャカイは「私が憎むのは王栄一人であって、民に罪はない。もし城民を皆殺しにした後、空になった城を守ってなんになろうか？」と語ってこれを留めた。また、王栄の妻も許して一介の民とした上、王栄の住宅を接収することもなかったため、現地の民からはその無欲さから徳のある人物であると称賛された。これを聞いたオゴデイはチュルチャカイの功績を称賛し、首都カラコルムの一角に邸宅を設けたが、ほどなくしてチュルチャカイは病死した。死後、その地位は息子の昂阿剌が継承した。